# 라고랑코 (칠레)
라고랑코(스페인어: Lago Ranco)는 칠레 로스리오스 주 랑코 현의 코무나이다.